# 涂明珍
涂明珍（1967年4月—），女，湖北天门人，中国政治人物。湖北省红十字会党组书记、常务副会长。

## 生平
1995年至2003年，在荆门市妇女联合会工作。2003年12月至2005年12月，任京山县人民政府副县长。2005年12月至2010年6月，任湖北省妇女联合会副主席。2010年6月至2016年6月，历任中共孝感市委宣传部部长、秘书长。2016年6月，任湖北省卫生和计划生育委员会副主任。2018年11月，任湖北省卫生健康委员会副主任。2021年5月，任湖北省红十字会党组书记，提名为常务副会长（正厅长级）人选。2021年9月，当选为湖北省红十字会常务副会长。